# Dreadstar
Dreadstar ist der Name einer Comicfigur, die von Jim Starlin kreiert wurde. Dreadstar erschien 1982 in einer gleichnamigen Graphic Novel und in einer Comicserie, die der US-amerikanische Verleger Epic Comics (Marvel Comics) herausbrachten. Die Hauptfigur, Vanth Dreadstar, einziger Überlebender der Milchstraßengalaxie, bemüht sich mit Hilfe einer Mannschaft um den Zauberer Syzygy Darklock, einen alten Krieg zwischen zwei bösen Mächten zu beenden, Instrumentality und Monarchy.

## Graphic Novel, Handlung

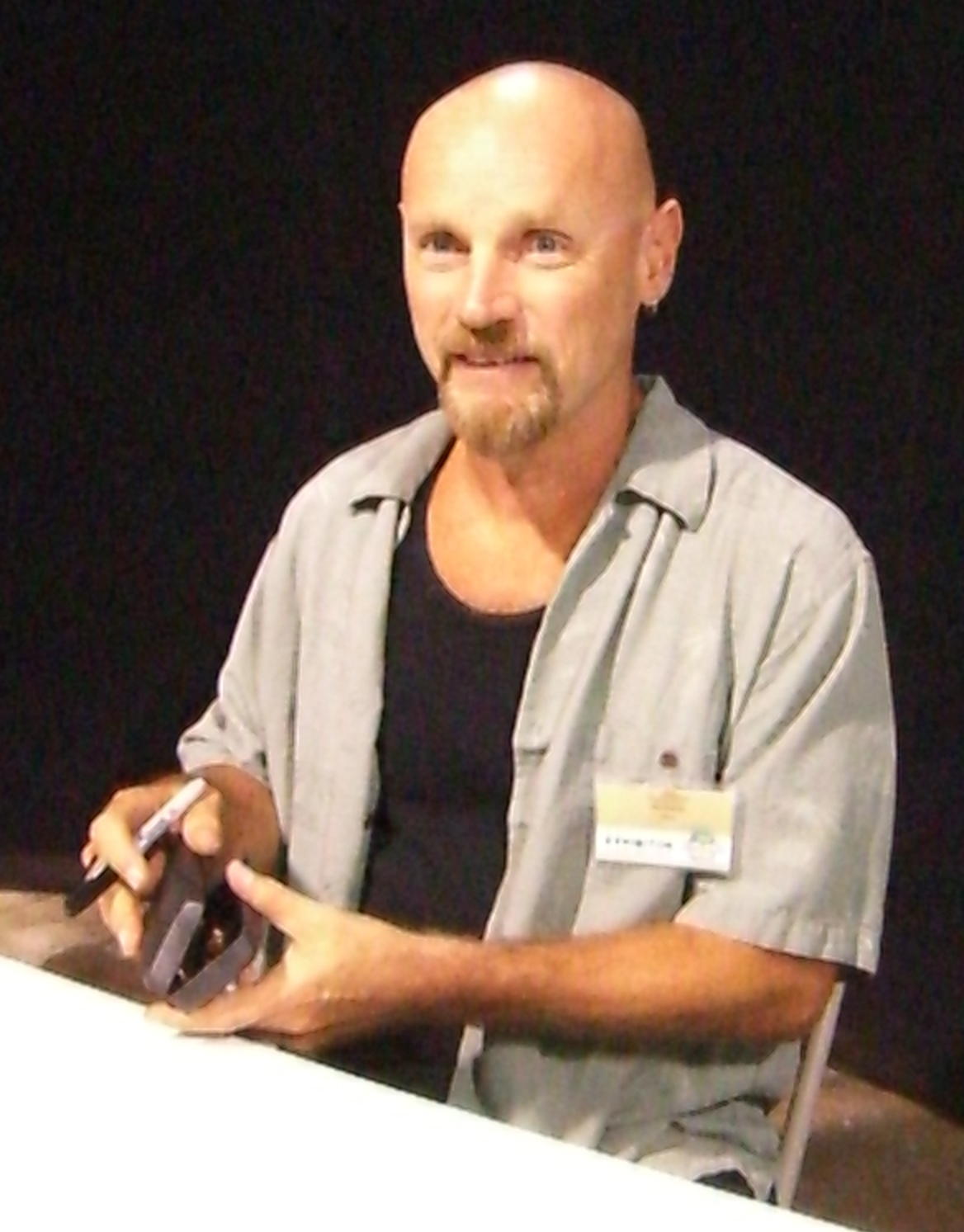
Jim Starlin (2006)

Die Figur Vanth Dreadstar erschien zuerst 1980 in The Metamorphosis Odyssey, in Epic Illustrated, No. 3, erschienen bei Eclipse Comics, allerdings nur als Nebenfigur.
Dreadstar erschien erneut 1982 im Buch Marvel Graphic Novel No. 3, diesmal als Hauptfigur. Zu Beginn versucht Vanth Dreadstar ein friedliches Leben als Farmer zu führen. Auf dem Planeten, auf dem er lebt, hatte The Church of The Instrumentality, angeführt von Lord Papal, versucht, eine Rasse von Katzenmenschen als hybride Kämpfer zu schaffen. Das Experiment schlug fehl, denn die Wesen waren gutmütig und eigneten sich eher zum Ackerbau. Dreadstar heiratete eine menschliche Wissenschaftlerin, mit der er einige Jahrzehnte ruhig lebte.
Im Verlauf der Geschichte stellt sich heraus, dass Dreadstar durch die Kraft eines Schwertes unsterblich geworden ist, so dass er nicht mit seiner Frau altert. Er studiert Magie und Politik mit dem Zauberer Syzygy Darklock. Von ihm erfährt er mehr über die Geschichte der beiden feindlichen Mächte, Instrumentality und Monarchy. Diese beiden galaktischen Reiche haben seit Generationen gegeneinander gekämpft und einen Punkt erreicht, an dem keine Seite gewinnen will, weil sonst das wirtschaftliche Gleichgewicht zusammenbrechen würde. Darklock plant jedoch, ein Ende des Kampfes zu erzwingen.
Dreadstar ist zunächst nicht bereit, wieder die Rolle des Kämpfers zu übernehmen. Doch nachdem ein Angriff einer Flotte von Monarchy sein Heim zerstört und seine Frau und Freunde tötet, tritt er in die militärischen Ränge von Monarchy ein, in der Absicht, ein Ende des Krieges zu erzwingen.
Dreadstar steigt schnell zum Kommandanten auf, was ihm ermöglicht, alle Mitglieder der Einheit, die seine Frau getötet hatten, auf Selbstmordkommandos zu entsenden. Er ermordet den König von Monarchy und übt Druck auf seinen unentschlossenen Nachfolger Gregzor aus, in seinem Plan mitzuwirken. Als Gregzor einwendet, dass die Adligen und Wirtschaftskapitäne ihre Gefolgschaft verweigern würden, antwortet Dreadstar, dass er mit jedem Widerstand umgehen würde wie mit dem vorigen König.

## Comic
Die Comicserie von Jim Starlin erschien während seiner Laufzeit in der Regel alle zwei Monate. Epic Comics veröffentlichte 26 Ausgaben, anschließend erscheinen weitere 38 Folgen bei First Comics, insgesamt 64 Folgen. In den frühen 1990er Jahren erschien eine limitierte Auflage von sechs Folgen bei Malibu Comics.
Die Folgen, die bei Epic Comics erschienen, konzentrieren sich auf die Erlebnisse von Vanth Dreadstar und seiner Mannschaft. In den Folgen, die bei First Comics erschienen, The downfall of the Instrumentality, folgten schnell. Peter David übernahm die Serie in Folge 41, als Starlin im März 1989 das Thema verließ, und entwarf weitere Folgen bis zur letzten Nummer 64 im März 1991.

## Nachdrucke
Slave Labor Graphics druckte in den frühen 2000er Jahren erneut Metamorphosis Odyssey und die ersten vier Folgen der Epic Serie schwarz-weiß in vier Bänden:
- Dreadstar Volume 1: Metamorphosis Odyssey, ISBN 978-0-943151-28-1.
- Dreadstar Volume 2: The Price, ISBN 978-0-943151-30-4.
- Dreadstar Volume 3: Plan M, ISBN 978-0-943151-35-9.
- Dreadstar Volume 4: The Secret of Z, ISBN 978-0-943151-46-5.

2004 druckte Dynamite Entertainment erneut die ersten zwölf Folgen der Epic Serie in zwei farbigen Bänden:
- Dreadstar Definitive Collection Volume 1 Part 1, ISBN 978-0-9749638-1-5.
- Dreadstar Definitive Collection Volume 1 Part 2, ISBN 978-0-9749638-2-2.

## Weitere Pläne
Jim Starlin sagte in Interviews bereits 2000, dass er an einer neuen Serie Dreadstar arbeite mit dem Titel Class Warfare, doch nach 2002 wurde das Thema nicht mehr erwähnt. 2011 erwähnte Starlin noch einmal die Möglichkeit weiterer Dreadstar-Serien. Nach Angaben von The Hollywood Reporter entwickeln Benderspink, Universal Cable Production und Illuminati Entertainment eine Dreadstar-Fernsehserie.